# ريتشيل ماكنير
ريتشيل ماكنير (من مواليد 4 نوفمبر 1958) هي عالمة اجتماع وعالمة نفسية أمريكية تلتزم بأخلاقيات الحياة الثابتة. هي ناشطة ضد الإجهاض والحرب، وقد كتبت ضد ثقافة العنف وتناول اللحوم، كما أنها خبيرة في علم النفس المخضرم. لقد صاغت مصطلح «الإجهاد الناجم عن القتل»، وهو شكل من أشكال اضطراب ما بعد الصدمة الذي قد ينجم عن القتل. قامت بتحرير كتاب «العمل من أجل السلام: دليل علم النفس العملي». وهي أيضًا من جمعية الأصدقاء الدينية، والتي تؤثر على عملها في مكافحة العنف.
عملت ماكنير لمدة عشر سنوات كرئيسة لمنظمة «النسويات من أجل الحياة»، وهي منظمة ضد الإجهاض، وأسست قائمة سوزان أنتوني للمساعدة في انتخاب السياسيين المؤيدين للحياة. كما أنها مديرة معهد التحليل الاجتماعي المتكامل، والذراع البحثي لشبكة الحياة المترابطة.

## التعليم
في السبعينيات، كانت ماكنير ناشطًة في الحركة المعارضة للأسلحة النووية. في يونيو 1978 حصلت على درجة البكالوريوس في الآداب في دراسات السلام والصراع من كلية إيرلهام في ريتشموند، إنديانا، وتخرجت مع مرتبة الشرف.
بعد مسيرتها في النشاط السياسي، التحقت ببرنامج الدكتوراه في جامعة ميسوري- كانساس سيتي في عام 1996. خلال دراستها حصلت على زمالة آرثر ماج للدراسات العليا للمنح الدراسية المتميزة، وجائزة المستشار الخاصة للجدارة في عام 1997، ومنحة المستشارة متعددة التخصصات في عام 1998. حصلت على درجة الدكتوراه في علم الاجتماع وعلم النفس في ديسمبر 1999، وكتبت أطروحتها: الاختلافات في نمط أعراض الإجهاد الناجم عن القتل لدى قدامى المحاربين: دراسة إعادة ضبط المحاربين القدامى في فيتنام.

## مكافحة الإجهاض

### نسويات من أجل الحياة
في يونيو 1984 عندما كانت حاملاً في طفلها الوحيد، بدأت ماكنير في منصب رئيسة نسويات من أجل الحياة في أمريكا، وشاركت في أكثر من 100 مقابلة إذاعية وظهرت كمتحدثة أمام جمهور الكلية. أخبرت أحد المراسلين أن الإجهاض هو نتيجة هيمنة الذكور، فالمشكلة الرئيسية هي دائمًا أن الرجال يحددون شروط ممارسة الجنس، ولهذا يجب أن تتمتع المرأة بالقدرة على تحديد تلك الشروط. الإجهاض يسمح للرجال بالاستمرار في التحرر من المسؤولية عن نتائج نشاطهم الجنسي. عملت ماكنير بمفردها في منصبها، حيث قامت بتشغيل منظمة «نسويات من أجل الحياة» من مكتب داخل مركز أزمات للحمل في شارع إيست 47 في كانساس سيتي. بعد عشر سنوات كقائدة، استقالت في يونيو 1994.

## سيكولوجية القتل
كانت أبحاث الدكتوراه لماكنير حول سيكولوجية القتل. درست الجنود والمعتدين والمجرمين ورجال الشرطة ومن قاموا بالإجهاض والأطباء البيطريين ومصارعي الثيران. لقد سخرت من الدراسة الوطنية لإعادة ضبط قدامى المحاربين في فيتنام، وقامت بتحليل ما يقرب من 1700 استبيان بطريقة جديدة، ووجدت أن الجنود الذين قاموا بالقتل كانوا أكثر عرضة للإصابة بأذى نفسي. صاغت مصطلح «الإجهاد الناجم عن القتل»، وهو شكل من أشكال اضطراب ما بعد الصدمة الذي قد يؤثر على أولئك مثل الجنود والشرطة والأطباء الذين يشاركون في القتل.
في أغسطس 2000، التحقت ماكنير بمعالج اضطراب ما بعد الصدمة ويليام تشامبرلين والملازم أول ديف غروسمان (مؤلف كتاب «عن القتل: التكلفة النفسية للتعلم في القتل في الحرب والمجتمع») في حلقة نقاش حول اضطراب ما بعد الصدمة في مؤتمر للجمعية الأمريكية للطب النفسي. في عام 2002 نشرت كتابًا بعنوان: الإجهاد الناجم عن القتل: الآثار النفسية للقتل.

## النباتية
ماكنير ضد قتل الحيوانات من أجل الغذاء. أصبحت نباتية في سن ال 16. كتبت عن أخلاقيات أكل اللحوم وعن ممارسات النباتيين، وتحدثت عن هذا الموضوع في العديد من المؤتمرات.

## الحياة الشخصية
في سن 14، أصبحت ماكنير عضوًا في جمعية الأصدقاء الدينية، وهي حاليًا أحد أعضاء اجتماع بن فالي في كانساس سيتي. في السبعينيات والثمانينيات، قُبض على ماكنير سبع مرات بسبب احتجاجها على الأسلحة النووية، وخمس مرات بسبب احتجاجها على محطات الطاقة النووية، وخمس مرات للاحتجاج على عيادات الإجهاض.
هي والدة لابن في عام 1984 عن طريق التلقيح الاصطناعي المجهول. تعيش في منزل طفولتها في كانساس سيتي، ميسوري.